# Cronologia dos Jogos Olímpicos de Verão de 2016
Esta é uma cronologia dos destaques dos Jogos Olímpicos de Verão de 2016 no Rio de Janeiro, Brasil.

## Calendário
| CA | Cerimônia de abertura | ● | Competições esportivas | 1 | Medalhas de ouro | EG | Exibição de gala | CE | Cerimônia de encerramento |

| Agosto                               | Agosto                               | 3 Qua | 4 Qui | 5 Sex | 6 Sáb | 7 Dom | 8 Seg | 9 Ter | 10 Qua | 11 Qui | 12 Sex | 13 Sáb | 14 Dom | 15 Seg | 16 Ter | 17 Qua | 18 Qui | 19 Sex | 20 Sáb | 21 Dom | Medalhas de ouro |
| ------------------------------------ | ------------------------------------ | ----- | ----- | ----- | ----- | ----- | ----- | ----- | ------ | ------ | ------ | ------ | ------ | ------ | ------ | ------ | ------ | ------ | ------ | ------ | ---------------- |
| Cerimônias (abertura / encerramento) | Cerimônias (abertura / encerramento) |       |       | CA    |       |       |       |       |        |        |        |        |        |        |        |        |        |        |        | CE     |                  |
| Atletismo                            | Atletismo                            |       |       |       |       |       |       |       |        |        | 3      | 5      | 4      | 5      | 5      | 4      | 6      | 7      | 7      | 1      | 47               |
| Badminton                            | Badminton                            |       |       |       |       |       |       |       |        | ●      | ●      | ●      | ●      | ●      | ●      | 1      | 1      | 2      | 1      |        | 5                |
| Basquetebol                          | Basquetebol                          |       |       |       | ●     | ●     | ●     | ●     | ●      | ●      | ●      | ●      | ●      | ●      | ●      | ●      | ●      | ●      | 1      | 1      | 2                |
| Boxe                                 | Boxe                                 |       |       |       | ●     | ●     | ●     | ●     | ●      | ●      | ●      | ●      | 1      | 1      | 1      | 1      | 1      | 1      | 3      | 4      | 13               |
| Canoagem                             | Slalom                               |       |       |       |       | ●     | ●     | 1     | 1      | 2      |        |        |        |        |        |        |        |        |        |        | 16               |
| Canoagem                             | Velocidade                           |       |       |       |       |       |       |       |        |        |        |        |        | ●      | 4      | ●      | 4      | ●      | 4      |        | 16               |
| Ciclismo                             | Ciclismo de estrada                  |       |       |       | 1     | 1     |       |       | 2      |        |        |        |        |        |        |        |        |        |        |        | 18               |
| Ciclismo                             | Ciclismo de pista                    |       |       |       |       |       |       |       |        | 1      | 2      | 2      | 1      | 1      | 3      |        |        |        |        |        | 18               |
| Ciclismo                             | BMX                                  |       |       |       |       |       |       |       |        |        |        |        |        |        |        | ●      | ●      | 2      |        |        | 18               |
| Ciclismo                             | Bicicleta de montanha                |       |       |       |       |       |       |       |        |        |        |        |        |        |        |        |        |        | 1      | 1      | 18               |
| Esgrima                              | Esgrima                              |       |       |       | 1     | 1     | 1     | 1     | 2      | 1      | 1      | 1      | 1      |        |        |        |        |        |        |        | 10               |
| Futebol                              | Futebol                              | ●     | ●     |       | ●     | ●     |       | ●     | ●      |        | ●      | ●      |        |        | ●      | ●      |        | 1      | 1      |        | 2                |
| Ginástica                            | Artística                            |       |       |       | ●     | ●     | 1     | 1     | 1      | 1      |        |        | 4      | 3      | 3      | EG     |        |        |        |        | 18               |
| Ginástica                            | Rítmica                              |       |       |       |       |       |       |       |        |        |        |        |        |        |        |        |        | ●      | 1      | 1      | 18               |
| Ginástica                            | Trampolim                            |       |       |       |       |       |       |       |        |        | 1      | 1      |        |        |        |        |        |        |        |        | 18               |
| Golfe                                | Golfe                                |       |       |       |       |       |       |       |        | ●      | ●      | ●      | 1      |        |        | ●      | ●      | ●      | 1      |        | 2                |
| Halterofilismo                       | Halterofilismo                       |       |       |       | 1     | 2     | 2     | 2     | 2      |        | 2      | 1      | 1      | 1      | 1      |        |        |        |        |        | 15               |
| Handebol                             | Handebol                             |       |       |       | ●     | ●     | ●     | ●     | ●      | ●      | ●      | ●      | ●      | ●      | ●      | ●      | ●      | ●      | 1      | 1      | 2                |
| Hipismo                              | Hipismo                              |       |       |       | ●     | ●     | ●     | 2     | ●      | ●      | 1      |        | ●      | 1      | ●      | 1      |        | 1      |        |        | 6                |
| Hóquei sobre a grama                 | Hóquei sobre a grama                 |       |       |       | ●     | ●     | ●     | ●     | ●      | ●      | ●      | ●      | ●      | ●      | ●      | ●      | 1      | 1      |        |        | 2                |
| Judô                                 | Judô                                 |       |       |       | 2     | 2     | 2     | 2     | 2      | 2      | 2      |        |        |        |        |        |        |        |        |        | 14               |
| Lutas                                | Lutas                                |       |       |       |       |       |       |       |        |        |        |        | 2      | 2      | 2      | 3      | 3      | 2      | 2      | 2      | 18               |
| Nado sincronizado                    | Nado sincronizado                    |       |       |       |       |       |       |       |        |        |        |        | ●      | ●      | 1      |        | ●      | 1      |        |        | 2                |
| Natação                              | Natação                              |       |       |       | 4     | 4     | 4     | 4     | 4      | 4      | 4      | 4      |        | 1      | 1      |        |        |        |        |        | 34               |
| Pentatlo moderno                     | Pentatlo moderno                     |       |       |       |       |       |       |       |        |        |        |        |        |        |        |        | ●      | 1      | 1      |        | 2                |
| Polo aquático                        | Polo aquático                        |       |       |       | ●     |       | ●     | ●     | ●      | ●      | ●      | ●      | ●      | ●      | ●      | ●      | ●      | 1      | 1      |        | 2                |
| Remo                                 | Remo                                 |       |       |       | ●     | ●     | ●     | ●     | 2      | 4      | 4      | 4      |        |        |        |        |        |        |        |        | 14               |
| Rugby sevens                         | Rugby sevens                         |       |       |       | ●     | ●     | 1     | ●     | ●      | 1      |        |        |        |        |        |        |        |        |        |        | 2                |
| Saltos ornamentais                   | Saltos ornamentais                   |       |       |       |       | 1     | 1     | 1     | 1      |        | ●      | ●      | 1      | ●      | 1      | ●      | 1      | ●      | 1      |        | 8                |
| Tiro                                 | Tiro                                 |       |       |       | 2     | 2     | 2     | 1     | 2      | 1      | 2      | 2      | 1      |        |        |        |        |        |        |        | 15               |
| Tiro com arco                        | Tiro com arco                        |       |       | ●     | 1     | 1     | ●     | ●     | ●      | 1      | 1      |        |        |        |        |        |        |        |        |        | 4                |
| Tênis                                | Tênis                                |       |       |       | ●     | ●     | ●     | ●     | ●      | ●      | 1      | 1      | 3      |        |        |        |        |        |        |        | 5                |
| Tênis de mesa                        | Tênis de mesa                        |       |       |       | ●     | ●     | ●     | ●     | 1      | 1      | ●      | ●      | ●      | ●      | 1      | 1      |        |        |        |        | 4                |
| Taekwondo                            | Taekwondo                            |       |       |       |       |       |       |       |        |        |        |        |        |        |        | 2      | 2      | 2      | 2      |        | 8                |
| Triatlo                              | Triatlo                              |       |       |       |       |       |       |       |        |        |        |        |        |        |        |        | 1      |        | 1      |        | 2                |
| Vela                                 | Vela                                 |       |       |       |       |       | ●     | ●     | ●      | ●      | ●      | ●      | 2      | 2      | 2      | 2      | 2      |        |        |        | 10               |
| Voleibol                             | Voleibol de praia                    |       |       |       | ●     | ●     | ●     | ●     | ●      | ●      | ●      | ●      | ●      | ●      | ●      | 1      | 1      |        |        |        | 4                |
| Voleibol                             | Voleibol                             |       |       |       | ●     | ●     | ●     | ●     | ●      | ●      | ●      | ●      | ●      | ●      | ●      | ●      | ●      | ●      | 1      | 1      | 4                |
| Total medalhas ouro                  | Total medalhas ouro                  |       |       |       | 12    | 14    | 14    | 15    | 20     | 19     | 24     | 21     | 22     | 17     | 25     | 16     | 23     | 22     | 30     | 12     | 306              |
| Total acumulativo                    | Total acumulativo                    |       |       |       | 12    | 26    | 40    | 55    | 75     | 94     | 118    | 139    | 161    | 178    | 203    | 219    | 242    | 264    | 294    | 306    |                  |
| Agosto                               | Agosto                               | 3 Qua | 4 Qui | 5 Sex | 6 Sáb | 7 Dom | 8 Seg | 9 Ter | 10 Qua | 11 Qui | 12 Sex | 13 Sáb | 14 Dom | 15 Seg | 16 Ter | 17 Qua | 18 Qui | 19 Sex | 20 Sáb | 21 Dom | Medalhas de ouro |

## 3 de agosto
Futebol
- O primeiro torneio dos esportes destes Jogos é o torneio de futebol feminino com sete partidas.[1]
- O primeiro confronto é entre as seleções femininas de futebol da Suécia e da África do Sul, no Estádio Olímpico. A Suécia vence a África do Sul por 1 a 0.[2]
- O Brasil vence a China por 3 a 0 no Grupo E do futebol feminino no mesmo estádio.[2][3]

## 4 de agosto
Futebol
- Oito partidas de torneio de futebol masculino são realizados nas quatro capitais dos estados brasileiros.[1][4]
- A primeira partida entre as seleções masculinas de futebol é entre o Iraque e a Dinamarca no Estádio Mané Garrincha, em Brasília. As duas seleções empatam por 0 a 0.[4]
- A Honduras vence a Argélia por 3 a 2 no Estádio Olímpico, no Rio de Janeiro.[4]
- O Brasil empata com a África do Sul por 0 a 0 no Estádio Mané Garrincha, em Brasília.[4]

## 5 de agosto
Cerimônia de abertura
- A cerimônia de abertura é realizada no Estádio do Maracanã às 20:00 no horário local.[1][5]

## 6 de agosto
Ciclismo
- Greg van Avermaet, da Bélgica, conquista a medalha de ouro na prova de estrada masculino. Jakob Fuglsang, da Dinamarca, fica com a medalha de prata, e Rafal Majka, da Polônia, com a medalha de bronze.[6]

Futebol
- O Brasil vence a Suécia por 5 a 1 na segunda rodada do torneio de futebol feminino.[6][7]

Ginástica
- Samir Ait Said, da França, sofre fratura grave na perna esquerda em queda após saltar sobre o cavalo em prova de ginástica artística.[8]

Handebol
- O Brasil vence a Noruega por 31 a 28 no handebol feminino na Arena do Futuro.[6][7]

Judô
- Paula Pareto, da Argentina, conquista a medalha de ouro ao derrotar a sul-coreana Jeong Bo-kyeong no judô feminino até 48 kg.[6]

Natação
- Adam Peaty, da Grã-Bretanha, bate o recorde mundial e olímpico na eliminatória dos 100 metros peito masculino com 57s55.[6]
- Kosuke Hagino, do Japão, ganha a medalha de ouro na prova dos 400 metros medley masculino, com o tempo 4m06s05.[6]

Tiro
- Virginia Thrasher, dos Estados Unidos, torna-se a primeira campeã olímpica nos Jogos do Rio na prova de carabina de ar de 10 metros feminino com 208 pontos. Du Li, da China, fica com a medalha de prata, e Yi Siling, do mesmo país, com a medalha de bronze.[6][9]
- Felipe Wu, do Brasil, fica com a medalha de prata na prova de pistola de ar 10 metros masculino após ser derrotado pelo vietnamita Hoàng Xuân Vinh.[6][7][10]
- Hoàng Xuân Vinh, do Vietnã, ganha a primeira medalha de ouro olímpica do mesmo país na prova de pistola de ar 10 metros masculino.[11]

Tiro com arco
- A Coreia de Sul ganha a medalha de ouro no tiro com arco masculino por equipes. Os Estados Unidos e a Austrália ficam com as medalhas de prata e bronze.[6]

Voleibol
- A equipe feminina do Brasil vence a equipe de Camarões por 3 sets a 0 (25/14, 25/21 e 25/13) no torneio de voleibol feminino.[6][7]

Voleibol de praia
- Ágatha Bednarczuk e Bárbara Seixas, do Brasil, vencem a dupla Barbora Hermannová e Markéta Sluková, da República Checa, por 2 sets a 1 (19/21, 21/17 e 15/11) no torneio do voleibol de praia feminino.[6][7]
- Alison Cerutti e Bruno Schmidt, do Brasil, vencem Josh Binstock e Samuel Schachter, do Canadá, por 2 sets a 0 (21/19 e 22/20) no torneio do voleibol de praia masculino.[6]

## 7 de agosto
Ginástica
- Samir Ait Said, da França, quebra a perna esquerda durante as qualificações para a prova de salto masculino.[12]

Halterofilismo
- Long Qingquan, da China, bate o recorde mundial com um total combinado de 307 kg na categoria 56 kg masculino.[12]

Judô
- Majlinda Kelmendi, do Kosovo, conquista a primeira medalha de ouro olímpica do mesmo país ao vencer a categoria até 52 kg feminino.[13][14]

Natação
- Adam Peaty, do Reino Unido, ganha a medalha de ouro nos 100 m peito masculino, batendo o recorde mundial com o tempo de 57s13.[12][14][15]
- A equipe masculina dos Estados Unidos conquista a medalha de ouro no revezamento 4x100m livres com o tempo de 3m09s92. Michael Phelps é um dos nadadores da mesma equipe para receber a 23ª medalha da sua história.[14]
- Sarah Sjöström, da Suécia, ganha a medalha de ouro nos 100 metros borboleta feminino, batendo o recorde mundial com 55s48.[12][14]

Saltos ornamentais
- Wu Minxia e Shi Tingmao, da China, conquistam a medalha de ouro no trampolim de 3 metros do salto ornamental feminino com a pontuação final de 345,60.[14]

Tênis
- Juan Martin Del Potro, da Argentina, vence Novak Djokovic da Sérvia na primeira fase de simples masculino do tênis.[12]

Tiro
- Zhang Mengxue, da China, conquista a medalha de ouro na prova de pistola de ar a 10 m feminino.[12]

## 8 de agosto
Ginástica
- A equipe do Japão conquista a medalha de ouro na final da ginástica artística masculina por equipes.[16]

Halterofilismo
- Sukanya Srisurat, da Tailândia, vence a compatriota Pimsiri Sirikaew e conquista a medalha de ouro na categoria até 58 kg feminino.[16]

Judô
- Rafaela Silva, do Brasil, conquista a medalha de ouro ao derrotar a judoca da Mongólia, Dorjsürengiin Sumiyaa, por um waza-ari na final da categoria até 57 kg feminino. É a primeira de ouro do Brasil nos Jogos Olímpicos de Verão de 2016.[16][17]
- Telma Monteiro, de Portugal, fica com a medalha de bronze após vencer a judoca da Romênia, Corina Căprioriu, na categoria até 57 kg feminino.[18][19]
- Shohei Ono, do Japão, conquista a medalha de ouro ao vencer a categoria até 73 kg masculino.[16]

Natação
- Ryan Murphy, dos Estados Unidos, bate o recorde olímpico nos 100m costas masculino com o tempo de 51s97.[17]

Remo
- As provas de remo são retomadas um dia depois do cancelamento por causa do vento.[17]

Rugby sevens
- A Austrália é a primeira campeã olímpica de rugby sevens após vencer a Nova Zelândia por 24 a 17 no torneio feminino do mesmo esporte.[16]

Saltos ornamentais
- Chen Aisen e Lin Yue, da China, vencem a competição masculina de plataforma 10 m sincronizado em saltos ornamentais para ganhar a medalha de ouro.[16]

Tiro
- Josip Glasnović, da Croácia, ganha a medalha de ouro na prova de fossa olímpica masculina. Giovanni Pellielo, da Itália, fica com a medalha de prata e Edward Ling, do Reino Unido, com a medalha de bronze.[16]

## 9 de agosto
Canoagem
- Denis Gargaud Chanut, da França, conquista a medalha de ouro na categoria C1 da canoagem masculina. Matej Benus, da Eslováquia, fica com a medalha de prata, e Takuya Haneda, do Japão, com a medalha de bronze.[20]

Futebol
- A Seleção Brasileira empata com a África do Sul por 0 a 0 na partida da última rodada da primeira fase do torneio feminino.[21]

Ginástica
- Os Estados Unidos conquistam a medalha de ouro ao vencer a final da competição por equipes da ginástica artística feminina com 184.897 pontos.[21][22]

Halterofilismo
- Deng Wei, da China, ganha a medalha de ouro na categoria de 63 kg do halterofilismo feminino com um recorde mundial de 262 kg.[20]

Natação
- Katie Ledecky, dos Estados Unidos, ganha a medalha de ouro nos 200 m livres feminino, com o tempo de 1m53s73.[21]
- Michael Phelps, dos Estados Unidos, conquista a 20ª medalha de ouro na prova dos 200 m borboleta masculino com o tempo de 1m53s36 e a 21ª medalha dourada no revezamento 4x200 livre masculino.[21][23]

Rugby sevens
- O Fiji vence o Brasil por 40 a 12 no Grupo A do rugby sevens masculino.[20]

Salto ornamentais
- Chen Ruolin e Liu Huixia, da China, ganham a medalha de ouro na disputa da plataforma de 10 m sincronizada feminino. Pandelela Rinong e Cheong Jun Hoong, da Malásia, ficam com a medalha de prata.[21][23]

Tênis
- Serena Williams, dos Estados Unidos, é eliminada após ser derrotada pela ucraniana Elina Svitolina no torneio de simples feminino por 2 sets a 0, parciais de 6/4 e 6/3.[21][23]

## 10 de agosto
Basquetebol
- Os Estados Unidos vencem a Austrália por 98 a 88 no Grupo A de basquetebol masculino.[24]

Ciclismo
- Kristin Armstrong, dos Estados Unidos, vence a prova do contrarrelógio feminino pela terceira vez seguida e torna-se a primeira tricampeã olímpica da história do ciclismo.[25]

Futebol
- Depois de dois empates seguidos, a Seleção Brasileira vence a Dinamarca por 4 a 0 no torneio masculino, em Salvador e avança para as quartas de final. Os gols são de Gabriel com dois, Gabriel Jesus e Luan, cada um.[24][25]

Natação
- Dmitriy Balandin, do Cazaquistão, ganha a medalha de ouro na prova de 200m peito masculino.[24]

Remo
- As competições de remo são adiadas devido às condições climáticas.[24][25]

Rugby sevens
- A Seleção Brasileira é derrotada pela Argentina por 31 a 0 na fase de grupos de rugby sevens masculino.[25]

Tiro
- O kuwaitiano Fehaid Al-Deehani, de Atletas Olímpicos Independentes, conquista a medalha de ouro no duplo fosso masculino e torna-se o primeiro atleta independente a ganhar uma medalha.[25]

## 11 de agosto
Golfe
- A primeira competição olímpica de golfe volta depois dos Jogos Olímpicos de Verão de 1904.[26][27]

Ginástica
- Simone Biles, dos Estados Unidos, conquista a medalha de ouro na disputa individual geral da ginástica feminina.[28]

Handebol
- O Brasil vence a Alemanha por 33 a 30 no handebol masculino.[28]

Judô
- Mayra Aguiar, do Brasil, conquista a medalha de bronze a vencer a cubana Yalennis Castillo por yuko na categoria até 78 kg feminino.[26][28]

Natação
- Joseph Schooling, da Singapura, vence o astro Michael Phelps, dos Estados Unidos, em bateria dos 100 m borboleta masculino.[27]
- Michael Phelps, dos Estados Unidos, conquista a quarta medalha de ouro ao vencer a prova dos 200 m medley masculino.[27][29]

Remo
- As competições de remo são retomadas um dia depois de terem sido adiadas devido ao mau tempo.[26]

Rugby sevens
- A equipe de Fiji conquista a primeira medalha de ouro na história do mesmo país ao vencer a Grã-Bretanha por 43 a 7 na final da competição de rugby sevens masculino.[26][27][28]

Voleibol
- O Brasil vence o Japão por 3 sets a 0 (25/18, 25/18 e 25/22) no voleibol feminino.[30]

## 12 de agosto
Atletismo
- Almaz Ayana, da Etiópia, vence a prova dos 10 mil metros femininos e estabelece o recorde mundial com o tempo de 29m17s45.[31]

Ciclismo
- A equipe do Reino Unido estabelece o recorde mundial na prova masculina de perseguição por equipes do ciclismo da pista.[31]
- Bradley Wiggins, do Reino Unido, torna-se o maior medalhista olímpico do mesmo país com oito medalhas.[31]

Futebol
- A Seleção Brasileira vence a Austrália nos pênaltis, por 7 a 6 no torneio de futebol feminino.[32]

Judô
- Rafael Silva, do Brasil, conquista a medalha de bronze na categoria mais de 100 kg masculino ao vencer Abdullo Tangriyev do Uzbequistão, por yuko.[32]
- Islam El Shehaby, do Egito, recusa-se a apertar a mão do judoca israelense Or Sasson, após ser eliminado em uma partida da primeira rodada de categoria mais de 100 kg masculino.[33]

Natação
- Maya DiRado, dos Estados Unidos, conquista a medalha de ouro nos 200 m costas feminino.[32]
- Joseph Schooling, da Singapura, torna-se o primeiro nadador a vencer a medalha de ouro para a cidade-estado asiática, quebrando o recorde olímpico e vencendo os 100 metros borboleta masculino.[31]

## 13 de agosto
Atletismo
- Elaine Thompson, da Jamaica, vence os 100 metros feminino com o tempo de 10,71 segundos. Tori Bowie, dos Estados Unidos, fica com a medalha de prata, e Shelly-Ann Fraser-Pryce, da Jamaica, com a medalha de bronze.[34]

Basquetebol
- A Argentina vence a Seleção Brasileira por 111 a 107 na prorrogação no grupo B do torneio de basquetebol masculino.[35]

Futebol
- A Seleção Brasileira vence a Colômbia por 2 a 0 com gols de Luan e Neymar no torneio de futebol masculino e passa para a semifinal.[36]

Ginástica
- Uladzislau Hancharou, da Bielorrússia, conquista a medalha de ouro da prova de trampolins.[35]

Natação
- Os Estados Unidos vencem o revezemento 4x100 m medley masculino com Michael Phelps, que recebe uma 23ª medalha de ouro. O Reino Unido fica com a medalha de prata e a Austrália, com a medalha de bronze.[34]
- Michael Phelps, da equipe dos Estados Unidos, encerra a carreira olímpica com 23 medalhas douradas, três pratas e dois bronzes.[34]

Tênis
- Mónica Puig, de Porto Rico, conquista a primeira medalha de ouro do mesmo país ao vencer a final do torneio de simples feminino sobre a alemã Angelique Kerber por 2 sets a 1.[36]

## 14 de agosto
Atletismo
- Caterine Ibargüen, da Colômbia, conquista a medalha de ouro ao saltar para 15,17 metros na final do salto triplo feminino.[37]
- Usain Bolt, da Jamaica, vence a prova dos 100 metros masculino com o tempo de 9,81 segundos e é o primeiro atleta a tornar-se tricampeão olímpico da prova.[37]
- Jemima Sumgong, da Quênia, torna-se a primeira mulher do mesmo país a vencer a maratona feminina.[37]

Ginástica
- Diego Hypolito, do Brasil, ganha a prata e Arthur Nory, do mesmo país, fica com o bronze na ginástica masculina. Max Whitlock, do Reino Unido, ganha o ouro.[38]

Golfe
- Justin Rose, do Reino Unido, torna-se o primeiro campeão olímpico na competição masculina de golfe depois de 112 anos.[37][38]

Handebol
- A Seleção Brasileira vence a equipe de Montenegro por 29 a 23 no torneio de handebol feminino e está classificada para as quartas de final da competição.[38]

Natação
- Michael Phelps, dos Estados Unidos, despede-se da natação após conquistar as medalhas olímpicas nos Jogos do Rio.[38]

## 15 de agosto
Atletismo
- Thiago Braz, do Brasil, conquista a medalha de ouro no salto com vara masculino e estabelece o recorde olímpico com 6,03 metros. O campeão olímpico de 2012, Renaud Lavillenie, da França, fica com a medalha de prata.[39][40]
- Shaunae Miller, das Bahamas, cai sobre a linha de chegada para conquistar o título olímpico dos 400 m rasos feminino, derrotando Allyson Felix dos Estados Unidos.[40]
- David Rudisha, da Quênia, ganha a medalha de ouro nos 800 metros masculino com o tempo de 1h42m15.[40]
- Wilhelm Belocian, da França, é desclassificado sem sequer correr na primeira fase dos 110 m com barreiras masculino.[40]

Ginástica
- Arthur Zanetti, do Brasil, fica com a medalha de prata com 15.766 pontos nas argolas da ginástica artística masculina.[39]

Natação
- A prova feminina de maratona aquática é realizada em Copacabana com a participação das 26 atletas.[39]
- Poliana Okimoto, do Brasil, conquista a medalha de bronze na maratona aquática feminina após a desclassificação da nadadora francesa Aurélie Muller.[39]

## 16 de agosto
Atletismo
- Faith Kipyegon, da Quênia, ganha a medalha de ouro nos 1500 m feminino.[41]
- Omar McLeod, da Jamaica, torna-se o primeiro atleta do mesmo país a vencer a final dos 110 m com barreiras masculino.[41]

Boxe
- Robson Conceição, do Brasil, ganha a medalha de ouro na categoria até 60 kg masculino, derrotando o francês Sofiane Oumiha por decisão unânime.[42]

Canoagem
- Isaquias Queiroz, do Brasil, fica com a medalha de prata na disputa da decisão da canoa individual 1000 m masculino com o tempo de 3m58s529.[42]

Futebol
- Depois de um empate de 0 a 0 na prorrogação, a Seleção Brasileira perde nos pênaltis para a Suécia por 4 a 3 no torneio de futebol feminino e vai para a disputa do bronze.[42]

Natação
- Ferry Weertman, dos Países Baixos, ganha a medalha de ouro em maratona aquática masculina em Copacabana.[42]

Basquetebol
- A Austrália perde para a Sérvia por 73 a 71 nas quartas de final de basquetebol feminino.[41]

Vela
- Robert Scheidt, do Brasil, fica em quarto lugar na categoria laser masculino.[42]

## 17 de agosto
Atletismo
- Conseslus Kipruto, da Quênia, conquista a medalha de ouro na prova de 3.000 metros com obstáculos masculino.[43]

Badminton
- Tontowi Ahmad e Liliyana Natsir, da Indonésia, conquista a medalha de ouro, vencendo Chan Peng Soon e Goh Liu Ying, da Malásia, por 2 a 0 (21/14 e 21/12) nas duplas mistas do badminton.[43]

Futebol
- A Seleção Brasileira vence Honduras por 6 a 0 na semifinal do torneio de futebol masculino e passa para a final. Neymar marca o gol mais rápido da história dos Jogos, aos 14 segundos do primeiro tempo.[44][45]
- A Alemanha vence a Nigéria por 2 a 0 na Arena Corinthians e passa para a final de futebol masculino.[45][43]

Golfe
- O primeiro dia de comepetição de golfe feminino ocorre desde os Jogos de 1900.[43]

Handebol
- A Seleção Brasileira perde para a França por 34 a 27 nas quartas de final do handebol masculino e está fora da disputa por medalhas nos Jogos.[44][45]
- A Alemanha vence o Catar por 34 a 22 e passa para as semifinais do handebol masculino.[43]

Lutas
- Kaori Icho, do Japão, torna-se a primeira mulher na história a ganhar quatro medalhas de ouro em provas individuais, em Jogos Olímpicos seguidos, vencendo a tunisiana Marwa Amri na categoria livre 58 kg.[44]

Voleibol
- A Seleção Brasileira vence a Argentina por 3 sets a 1 (25/22, 17/25, 25/19 e 25/23).[45]
- O Canadá é derrotado pela Rússia nas quartas de final de voleibol masculino.[43]

Voleibol de praia
- Ágatha Bednarczuk e Bárbara Seixas, do Brasil, são derrotadas pela dupla alemã, Laura Ludwig e Kira Walkenhorst, por 2 sets a 0 (21/18 e 21/14) na final do voleibol de praia feminino e ficam com a medalha de prata.[45]

## 18 de agosto
Atletismo
- Usain Bolt, da Jamaica, conquista o segundo tricampeonato com o tempo de 19s78 na final dos 200 metros masculino.[46]

Canoagem
- Isaquias Queiroz, do Brasil, fica com a medalha de bronze na modalidade C1 200 m da canoagem de velocidade masculino.[47][46]

Halterofilismo
- Izzat Artykov, do Quirguistão, torna-se o primeiro halterofilista a ser destituído da medalha conquistada nos Jogos do Rio após ser pego no doping.[48]

Hóquei sobre a grama
- A Argentina é campeã olímpica no hóquei sobre a grama masculino.[47]

Taekwondo
- Ahmad Abughaush, da Jordânia, conquista a primeira medalha de ouro para o mesmo país ao derrotar Alexey Denisenko da Rússia na categoria 68 kg de taekwondo masculino.[49]

Triatlo
- Os irmãos Alistair e Jonathan Brownlee, da Grã-Bretanha, ficam com as medalhas de ouro e prata no triatlo masculino.[47]

Vela
- Martine Grael e Kahena Kunze, do Brasil, conquistam a medalha de ouro na classe 49er FX da vela feminino.[47][46]

Voleibol
- Os Estados Unidos perdem para a Sérvia por 3 sets a 2 na semifinal do voleibol feminino.[47]

Voleibol de praia
- Alison Cerutti e Bruno Oscar Schmidt, do Brasil, vencem os italianos Paolo Nicolai e Daniele Lupo, por 2 sets e 0 (21/19 e 21/17) para conquistar a medalha de ouro no voleibol de praia masculino.[46]

## 19 de agosto
Atletismo
- Atletas da Jamaica vencem a prova do revezamento 4x100 m rasos masculino e conquistam a medalha de ouro. Usain Bolt, um dos atletas, chega ao seu terceiro tricampeonato olímpico nestes Jogos.[50]
- Vivian Cheruiyot, da Quênia, vence a prova dos 5.000 m feminino e estabelece o recorde olímpico com o tempo de 14m26s17.[50]
- Dilshod Nazarov, do Tajiquistão, conquista a primeira medalha de ouro para o mesmo país a vencer a prova do lançamento de martelo masculino.[51]

Badminton
- Fu Haifeng e Zhang Nan, da China, coquista a medalha de ouro após vencer a dupla Goh V Shem e Tan Wee Kiong da Malásia nas duplas do badminton masculino.[52]

Futebol
- A Seleção Alemã conquista a medalha de ouro após vencer a Suécia por 2 a 1 no futebol feminino.[50]

Hipismo
- Nick Skelton, da Grã-Bretanha, torna-se o mais velho campeão olímpico da história do hipismo e também dos Jogos deste ano. Os Estados Unidos ficam com a medalha de prata, e a China, com a medalha de bronze.[50][52]

Hóquei sobre a grama
- A Alemanha fica com a medalha de bronze após vencer a Nova Zelândia por 2 a 1 no hóquei sobre a grama feminino.[52]

Nado sicronizado
- A equipe da Rússia conquista o quinto título olímpico seguido no nado sincronizado feminino.[52]

Polo aquático
- A equipe dos Estados Unidos vence a Itália por 12 a 5 na final do polo aquático feminino.[50]

## 20 de agosto
Atletismo
- A equipe dos Estados Unidos conquista a medalha de ouro no revezamento 4x400 m masculino com o tempo de 2m57s30.[53]

Basquetebol
- Os Estados Unidos conquistam o sexto título olímpico seguido ao vencer a Espanha por 101 a 72 no basquetebol feminino.[54]

Boxe
- Nicola Adams, da Grã-Bretanha, torna-se a bicampeã olímpica de boxe no peso mosca.[54]

Canoagem
- Sebastian Brendel e Jan Vandrey, da Alemanha, ganham a medalha de ouro na prova dos 1000 metros da canoa dupla (C2). Isaquias Queiroz e Erlon Silva, do Brasil, ficam com a medalha de prata, e Dmytro Ianchuk e Taras Mishchuk, da Ucrânia, com a medalha de bronze.[54]

Futebol
- A Nigéria fica com a medalha de bronze após vencer Honduras por 3 a 2 no futebol masculino.[54]
- Após um empate em 1 a 1 no tempo normal e na prorrogação, a Seleção Brasileira conquista a primeira medalha de ouro a vencer a Alemanha por 5 a 4 nos pênaltis na final do torneio de futebol masculino.[53][54]

Ginástica
- Atletas da Rússia ganham as medalhas de ouro e prata na competição individual geral da ginástica rítmica feminina.[53]

Taekwondo
- Maicon de Andrade, do Brasil, conquista a medalha de bronze ao vencer Mahama Cho, da Grã-Bretanha, na categoria acima de 80 kg masculino.[53][54]

## 21 de agosto
Atletismo
- Eliud Kipchoge, da Quênia, torna-se o campeão olímpico da maratona masculina após completar o percurso em 2h08m44.[55]

Basquetebol
- Na última competição destes Jogos, a equipe dos Estados Unidos vence a Sérvia por 96 a 66 na final do torneio de basquetebol masculino.[55][56][57]

Boxe
- Claressa Shields, dos Estados Unidos, conquista a medalha de ouro ao derrotar a neerlandesa Nouchka Fontijn no peso médio do boxe feminino.[55][57]
- Tony Yoka, da França, torna-se o campeão olímpico na categoria peso-superpesado masculino.[57]

Ciclismo
- Nino Schurter, da Suíça, conquista a medalha de ouro ao vencer a prova final do ciclismo mountain bike.[56][57]

Handebol
- A Dinamarca conquista a medalha de ouro após vencer a França por 28 a 26 no torneio de handebol masculino.[55]

Lutas
- Kyle Snyder, dos Estados Unidos, conquista a medalha de ouro ao derrotar o azeri Khetag Gazyumov na categoria até 97 kg de luta livre masculina.[57]
- Soslan Ramonov, da Rússia, conquista a medalha de ouro ao vencer o azeri Toghrul Asgarov na categoria até 65 kg de luta livre masculina.[57]

Voleibol
- A equipe dos Estados Unidos fica com a medalha de bronze após vencer a Rússia por 3 sets a 2 no torneio de voleibol masculino.[55]
- A equipe do Brasil torna-se a tricampeã olímpica após vencer a Itália por 3 sets a 0 (25/22, 28/26 e 26/24) na final no voleibol masculino.[55][56][57]

Cerimônia de encerramento
- A cerimônia de encerramento é realizada no Estádio do Maracanã às 20 horas no horário local.[56]